# Шербет (напій)

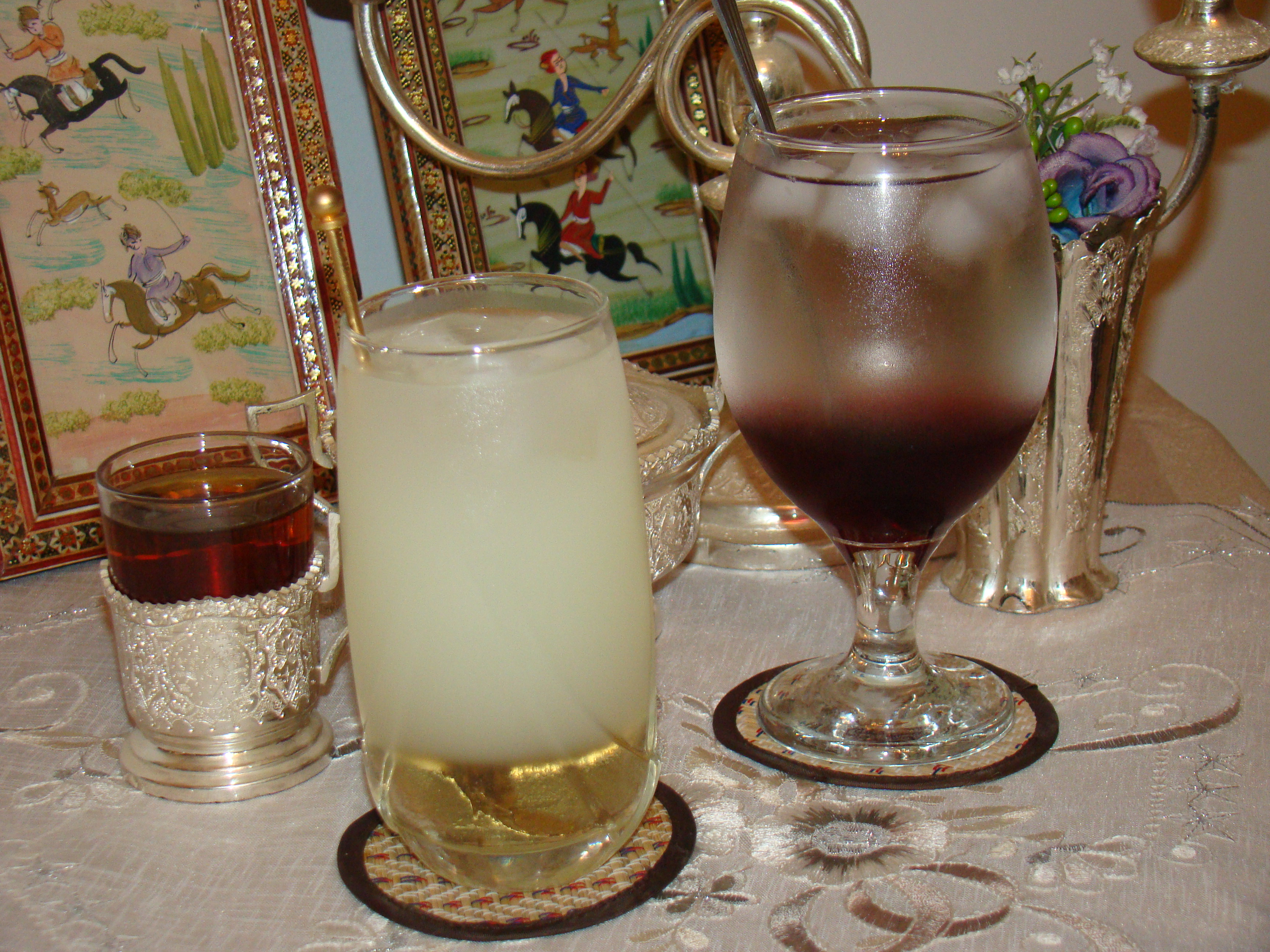
Два види іранського шербету (праворуч) разом з іранським чаєм (ліворуч)

Шербе́т (араб. شربة sharba; перс. شربت Sharbat; тур. şerbet; азерб. şərbət) — популярний на Близькому Сході та в Південній Азії солодкий прохолодний напій, який готують із фруктів або квіткових пелюсток, спецій. Шербет може подаватись у вигляді концентрату, який їдять ложкою або розбавляють водою для створення напою.
Популярні шербети виготовляються з одного або декількох таких компонентів: троянда, сандал, гібіскус, лимон, апельсин, ананас, баель (лат. Aegle marmelos), фалса (лат. Grewia asiatica або Grewia subinaequalis).
Більшість шербетів дуже поширені в пакистанських, іранських, афганських та індійських родинах.

## Історія
Перська книга XII століття «Zakhireye Khwarazmshahi», автором якої був один із найвідоміших перських лікарів з іранської та ісламської традиційної медицини Ісмаїл Горгані, описує різні типи шербетів в Ірані.
Шербети були популярними на території індійського субконтиненту під час правління Моголів, один із яких часто спрямовував вантажі льоду з Гімалаїв, щоб зробити прохолодний освіжний напій.
У садах палацу правителів Османської імперії спеції та фрукти, які планувалося використовувати в шербетах, вирощувалися під контролем фармацевтів і лікарів із палацу.